# Татеяма (Тояма)

36°40′ пн. ш. 137°19′ сх. д. / 36.667° пн. ш. 137.317° сх. д.
Татея́ма (яп. 立山町, たてやままち, МФА: [tatejama mat͡ɕi̥]) — містечко в Японії, в повіті Нака-Ніїкава префектури Тояма. Станом на 1 квітня 2009 площа містечка становила 307,31 км². Станом на 1 липня 2011 населення містечка становило 27 344 осіб.